# Szurin tartomány
Szurin tartomány (thai nyelven สุรินทร์) Thaiföld egyik tartománya. Elefántjairól híres. Neves szülöttei közé tartozik a harcművész-színész Tony Jaa.

## Gazdasága
Főképpen mezőgazdasági terület, jázminrizstermesztéséről híres. A földművelés mellett a kézművesség és a selyemszövés jellemző.

## Népesség
A népesség változása:
| Lakosok száma | 338 840 | 581 732 | 755 283 | 1 220 540 | 1 327 901 | 1 391 636 | 1 395 024 | 1 397 180 | 1 397 857 | 1 378 221 |
|               | 1937    | 1960    | 1970    | 1990      | 2000      | 2014      | 2015      | 2017      | 2018      | 2020      |